# لويس هولمز (لاعب كرة قدم أمريكية)
لويس هولمز (بالإنجليزية: Louis Holmes)‏ هو لاعب كرة قدم أمريكية أمريكي، ولد في 24 فبراير 1985 في ممفيس في الولايات المتحدة.